# 教化

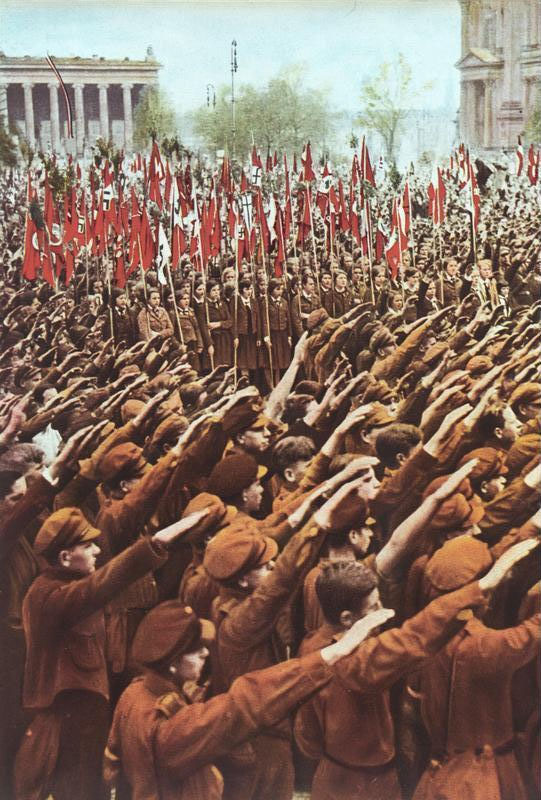
1933年、ベルリンのラストガルテンでの集会でナチスの敬礼を行うヒトラー青年メンバー

教化（きょうか、きょうけ、きょうげ）とは、善行により人々を安寧に導くという、仏教に由来する概念である。現代では、特定の政治・宗教の価値観を、学習する立場の者に対し、ある種の意図をもって内面化させることを指す場合がある。
中国の古典から伝わり、日本書紀にも登場する。元は教えによって善に転化させることであった。江戸時代以降は教育について言うようになり、昭和以降は思想を広めることを言うようになった。